# Font del Fenoll

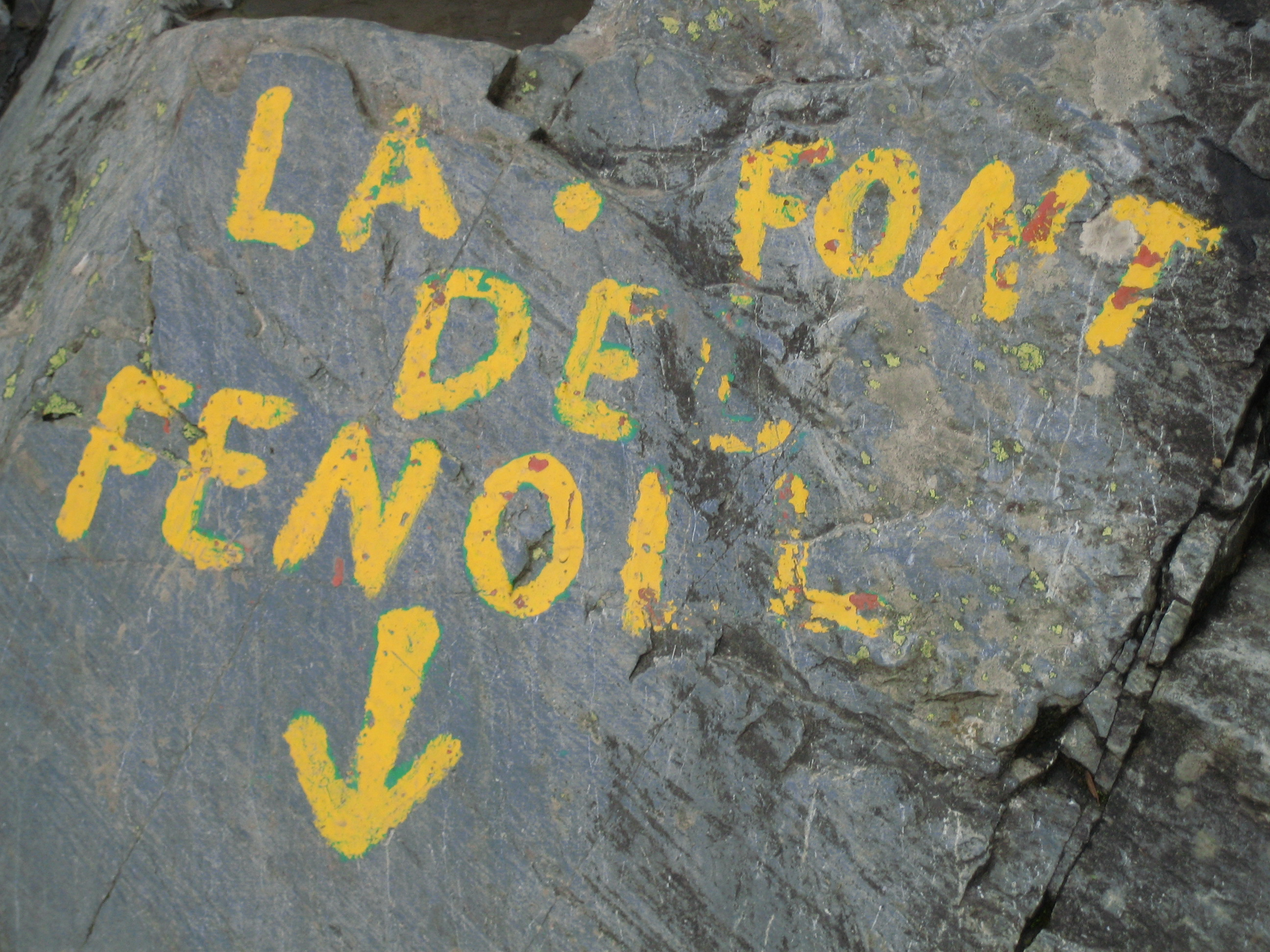
Wegwijzer bij de bron

De Font del Fenoll (Catalaans voor 'venkelbron') is een bron bij Arinsal in de Andorrese parochie La Massana. De bron bevindt zich langs het GR11-wandelpad, dat de dorpskern van Arinsal met het Comapedrosamassief verbindt. Hierlangs stroomt ook de Riu de Comapedrosa, die verder stroomafwaarts samenvloeit met de Riu del Pla de l'Estany en zo de Riu Pollós vormt. De Riu de Comapedrosa wordt door de Font del Fenoll gevoed. Een kleine kilometer westelijk van de bron ligt de berghut Refugi de Comapedrosa.

## Afwatering
Font del Fenoll → Riu de Comapedrosa → Riu Pollós → Riu d'Arinsal → Valira del Nord → Valira → Segre → Ebro → Middellandse Zee
Fontanal del Besurt · Fontanals · Font de Baitar · Font de Cantallops · Font de la Birena · Font de la Comarca · Font de la Coruvilla · Font de la Jubanya · Font de l'Alt · Font de la Xona · Font del Baladre · Font del Bisbe · Font del Castellar · Font del Corb · Font de les Agunes · Font de les Canyorques · Font de les Entrades · Font del Fenoll · Font del Roc del Porquer · Font dels Llacs · Font dels Miquelets · Font del Sucre · Font del Vi · Font de Mallol · Font de Montmantell · Font Freda · Font Rodona · Font Roja